# Springinsfeld
Als Springinsfeld (von ich springe ins Feld) bezeichnet man einen unbekümmerten, meist auch leichtsinnigen und übermütigen jungen Menschen oder aber auch ein lebhaftes, fröhliches Kind. 
Im Mittelalter benannte man damit in Form eines Spitz- oder Spottnamens die Landsknechte oder Handwerksburschen und dergleichen. Seit Ende des 16. Jahrhunderts ist es dann als allgemeine Bezeichnung für Leichtfüßiges und Unbekümmertsein in den Sprachgebrauch eingegangen. Nicht zuletzt dafür verantwortlich war die Figur des  Springinsfeld, die  Bezeichnung eines Weggefährten des Simplicius Simplicissimus von Hans Jakob Christoffel von Grimmelshausen (1625–1676).
Er kommt als literarische Figur in diversen Romanen vor.